# 체스피리토
로베르토 고메스 볼라뇨스(Roberto Gómez Bolaños, 1929년 2월 21일 ~ 2014년 11월 28일)는 체스피리토(Chespirito)라는 이름으로 잘 알려진 멕시코의 배우, 각본가, 프로듀서이다.

## 같이 보기
- 칸틴플라스